# Старообрядческая улица (Санкт-Петербург)
Ста́рообря́дческая улица — улица в Московском районе Санкт-Петербурга. Проходит от Варшавской линии железной дороги до Балтийской линии железной дороги.

## История
Название Старообрядческая улица (на участке от Московского проспекта до Митрофаньевского шоссе) присвоено 16 апреля 1887 года, в связи с тем, что «ведёт к Громовскому старообрядческому кладбищу». 27 февраля 1941 года переименована в Ташкентскую улицу по городу Ташкенту, в ряду улиц, наименованных по столицам союзных республик СССР.
7 декабря 2006 года участку улицы между бывшей Варшавской и Балтийской линиями железной дороги было возвращено историческое название Старообрядческая улица. Часть улицы от Московского проспекта до Варшавской линии осталась Ташкентской улицей.
Ташкентскую и Старообрядческую улицы разделяла Варшавская железнодорожная линия. Для соединения обеих улиц в створе Детского переулка существовал Ташкентский путепровод, демонтированный в 2020 году. Вместо него был построен проезд по земле в 250 метрах к югу.

## Достопримечательности
- Громовское старообрядческое кладбище (дом 6)
- ТЧ-15 СПб Балтийский